# 黑春
黑春（1507年—1562年），字景初，号西泉，女真族，辽东人，明朝将领，历官广宁游击、宁远参将、辽阳副总兵等职。嘉靖四十一年（1562年），率部击败入侵的建州女真头目王杲，取得胜利。同年五月，追击再次犯边的王杲，兵败被俘，遭虐杀。明廷追赠都督同知，谥忠勇，于广宁修建黑忠勇祠来纪念他。

## 生平
正德二年（1507年），黑春出生于辽东抚顺关外的建州卫。曾祖父哈密哈是一位部落首领，被明朝授予都指挥使。到他父亲时，家道已经中落，被其他部落所吞并。正德十六年（1521年），随父入明，被安置在广宁卫。十八岁时父亲年老退休，袭父职为广宁卫指挥使。嘉靖三十七年（1558年）升广宁游击，曾打败进犯的喀尔喀蒙古弘吉剌部，俘虏了他们的首领黑孛罗；到了冬天，又随同辽东总兵杨照迎击入侵清河一带的蒙古土默特部。嘉靖三十八年（1559年）十二月，升任参将，嘉靖四十年（1561年），升辽阳副总兵。嘉靖四十一年（1562年），努尔哈赤的外祖父王杲率建州女真分两路入侵明朝，黑春等迎击之，获得了胜利，斩首一百四十九级。同年五月，王杲再次入犯凤凰城、汤站堡一带，黑春迎击，乘胜深入，中了埋伏，与把总田耕等奋战两昼夜，力尽被擒，因不肯下跪，遭到虐杀分尸，时年五十六岁。

## 家庭
黑春长子黑云龙，后官至参将，历仕历仕嘉靖、隆庆、万历三朝。

## 纪念
黑春死后，辽东百姓都感到十分悲痛。辽东巡按王得春专门写了长诗《黑副帅词》来纪念他。明廷追赠黑春都督同知，谥忠勇，立祠以纪念之，并加升他的长子黑云龙为都指挥使。

## 引用
1. ↑  《师竹堂集》卷24《明辽东副总兵赠都督同知谥忠勇黑公墓表》：“始祖哈密哈率众内附，授都指挥使，领建州诸部。生广石，广石生德叟。中衰，并于别部。”
2. ↑  《师竹堂集》卷24《明辽东副总兵赠都督同知谥忠勇黑公墓表》：“德叟公叹曰：‘鬼属之言既验，吾儿他日为大将不俟卜矣。’于是决意内向，正德辛巳捧敕从抚顺入关，天子嘉之，仍原秩居广宁。无何，以老致仕。公承袭，才十八，而两目烨烨，气雄万夫。”
3. ↑  《师竹堂集》卷24《明辽东副总兵赠都督同知谥忠勇黑公墓表》：“陟广宁游击，岁祲，军多枵腹，公极意拊循，士多奋起。黑孛罗以二千骑犯细河，猝遇于半山，公誓众跃马，直犯其锐，虏大溃，获孛罗。”
4. ↑  《师竹堂集》卷24《明辽东副总兵赠都督同知谥忠勇黑公墓表》：“是年冬，与大将军杨公照会兵清河，虏势甚炽，公请为先锋，诸将言：‘贼初入，宜避其锐。’公曰：‘贼步骑远涉山偷我，不以逸待劳，反候其成列耶？’乃先登大破之，斩八百余级，杨公解飞鱼服衣之。”
5. ↑  《大明世宗实录》卷479嘉靖三十八年十二月 ：“升署都指挥佥事黑春充参将，分守蓟州太平寨 。”
6. ↑  《师竹堂集》卷24《明辽东副总兵赠都督同知谥忠勇黑公墓表》：“辛酉，擢辽阳副总兵。”
7. ↑  《大明世宗实录》卷509嘉靖四十一年正月：“辽东边外熟夷王杲等导虏分众入寇，一自东州堡入，一自抚顺核桃山入。副总兵黑春帅游击徐惟忠等御之。春自搏战，杀数十人，诸将从之。虏众大败，弃锱重铠甲而遁。于是，备御刘普亦败虏于核桃山。共斩首一百四十九级，夺马五十匹，所获虏器无算。督视军情侍郎葛缙、总督杨选、巡抚吉澄、总兵吴英（瑛）以捷闻。部复：辽东饥疲之后，有此克捷，乃近年所未见者，有功诸臣，论赏宜重。上然之。”
8. ↑  《明史稿·列传第七十》：“寇掠汤站堡，春逆击，乘胜逐入，陷伏中。寇知其骁将，围之数重。春与把总田耕等力战二昼夜，援师不至。”
9. ↑  《师竹堂集》卷24《明辽东副总兵赠都督同知谥忠勇黑公墓表》：“虏大怒，悉拔刀向公，胁公跪。公挺之益奋，摧击糜烂，骂不绝口。虏裂公四体，剖肠胃而去，年五十六岁。”
10. ↑  《清史稿·列传九》：“四十一年五月，副总兵黑春帅师深入，王杲诱致春，设伏媳妇山，生得春，磔之。”
11. ↑   《大明穆宗实录》卷3隆庆元年正月：“命老营堡游击将军黑云龙为分守山西北楼口参将。”
12. ↑  《全辽志·卷四·宦业志》：“辽人以春能格虏靖边，遽而战殁，莫不含哀饮恨。巡按御史王得春作《黑副帅词》以悲其死。事闻，诏赠都督同知，谥忠勇，祭葬立祠。荫一子正千户，长子云龙加升都指挥使。”